# Cut the Rope
Cut the Rope – seria gier logicznych stworzona przez studio ZeptoLab. Pierwszą grą z serii jest wydana w 2010 roku Cut the Rope. Do maja 2015 roku łącznie wszystkie gry z serii ściągnięto ponad 600 milionów razy.
Każda z gier składa się z serii dwuwymiarowych plansz. Na każdej z nich są zawieszone na linach słodycze. Gracz musi przecinać liny w taki sposób, aby trafiły do ust stwora o imieniu Om Nom. Na każdym poziomie znajdują się dodatkowe elementy otoczenia np. gwiazdy dające dodatkowe punkty albo bąble przenoszące słodycze. Każda gra z serii posiada podobne reguły jednak dodawane są dodatkowe możliwości i poziomy. Wyjątkiem jest gra My Om Nom, która w rozgrywce przypomina opiekę na zwierzakiem z Tamagotchi.

## Gry z serii
- Cut the Rope (2010)
- Cut the Rope: Holiday Gift (2010)
- Cut the Rope: Experiments (2011)
- Cut the Rope: Time Travel (2013)
- Cut the Rope 2 (2013)
- My Om Nom (2014)
- Cut the Rope: Magic (2015)
- Om Nom: Merge (2019)[5]
- Om Nom: Run (2020)[6]
- Cut the Rope Remastered (2021)[7]
- Cut the Rope Daily (2023)[8]
- Cut the Rope 3 (2023)[9]